# Bimbo Bakeries USA
Bimbo Bakeries USA ist eine US-amerikanische Großbäckerei und Tochter der Grupo Bimbo aus Mexiko. Bimbo Bakeries zählt als größte Bäckerei der USA.

## Geschichte
Die Grupo Bimbo trat 1997 mit dem Kauf der Pacific Pride Bakeries  in den US-Markt ein. Zu dieser Zeit war Pacific Pride Bakeries der größte unabhängige Bäcker in der Gegend von San Diego. Das heutige Unternehmen, Bimbo Bakeries USA wurde 1998 gegründet, als Bimbo Mexiko die Firma Mrs. Bairds Bakeries aus Texas kaufte, die damals die größte Bäckerei in Familienbesitz in den USA, und die Pacific Pride Bakeries fusionierte.

## Marken
Zum Unternehmen gehören unter anderem folgende Marken:
- Arnold
- Ball Park
- Beefsteak
- Bimbo
- Boboli
- Brownberry
- Colombo
- EarthGrains
- Entenmann's
- Francisco
- Freihofer's
- J.J. Nissen
- Marinela
- Mrs. Baird's
- Old Country
- Oroweat
- Sara Lee
- Stroehmann's
- Thomas'
- Tía Rosa